# Силвен Дистен
Силвен Дистен (на френски: Sylvain Distin) е френски професионален футболист, централен защитник. Той е играч на анлийския Евертън. Висок е 192 см. Дистен започва своята кариера в Жуе-ле-Тур. След това кариерата на бранителя преминава през Тур, Геньон, Пари СЖ, Нюкасъл Юнайтед (под наем), Манчестър Сити и Портсмут.
През август 2009 г. Дистен преминава в Евертън за 5 килиона паунда. Носител на Купа на Англия през 2008 г. и на Купата на Лигата на Франция през 2000 г. с Геньон. Универсален защитник, който може да играе и като ляв бек.